# Dolenja Pirošica
Dolenja Pirošica – wieś w Słowenii, w gminie Brežice. W 2018 roku liczyła 81 mieszkańców.